# Алварис-Машаду
Алварис-Машаду (порт. Álvares Machado) — муниципалитет в Бразилии, входит в штат Сан-Паулу. Составная часть мезорегиона Президенти-Пруденти. Входит в экономико-статистический микрорегион Президенти-Пруденти. Население составляет 25 467 человек на 2006 год. Занимает площадь 346,283 км². Плотность населения — 73,5 чел./км².

## История
Город основан 30 ноября 1944 года.

## Статистика
- Валовой внутренний продукт на 2003 составляет 126.163.252,00 реалов (данные: Бразильский институт географии и статистики).
- Валовой внутренний продукт на душу населения на 2003 составляет 5.217,67 реалов (данные: Бразильский институт географии и статистики).
- Индекс развития человеческого потенциала на 2000 составляет 0,772 (данные: Программа развития ООН).

## География
Климат местности: субтропический. В соответствии с классификацией Кёппена, климат относится к категории Cfb.